# Falaise côtière du nord du Chili

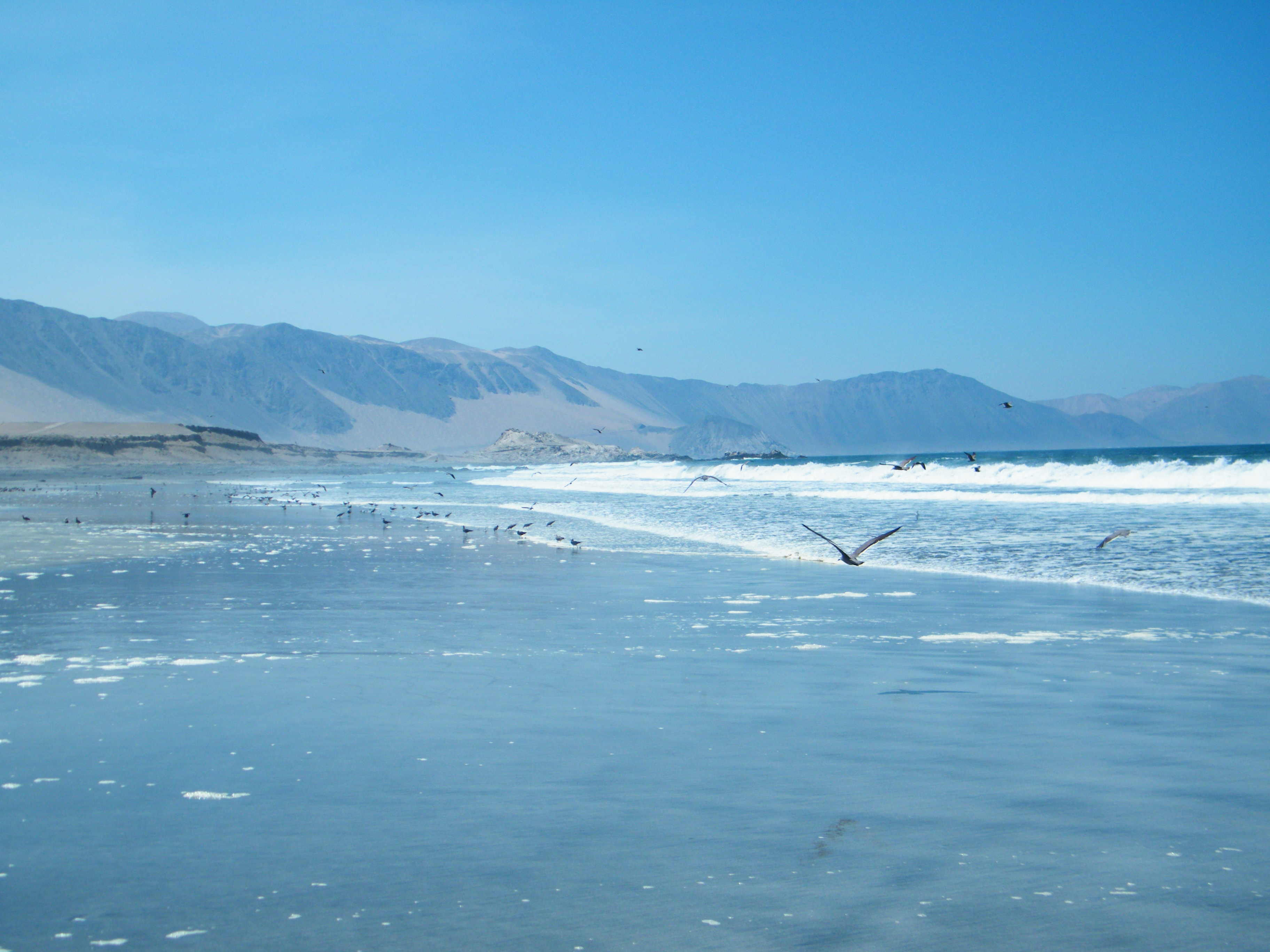
Vue sur les montagnes arides près d'Iquique, se terminant brusquement dans l’océan Pacifique.

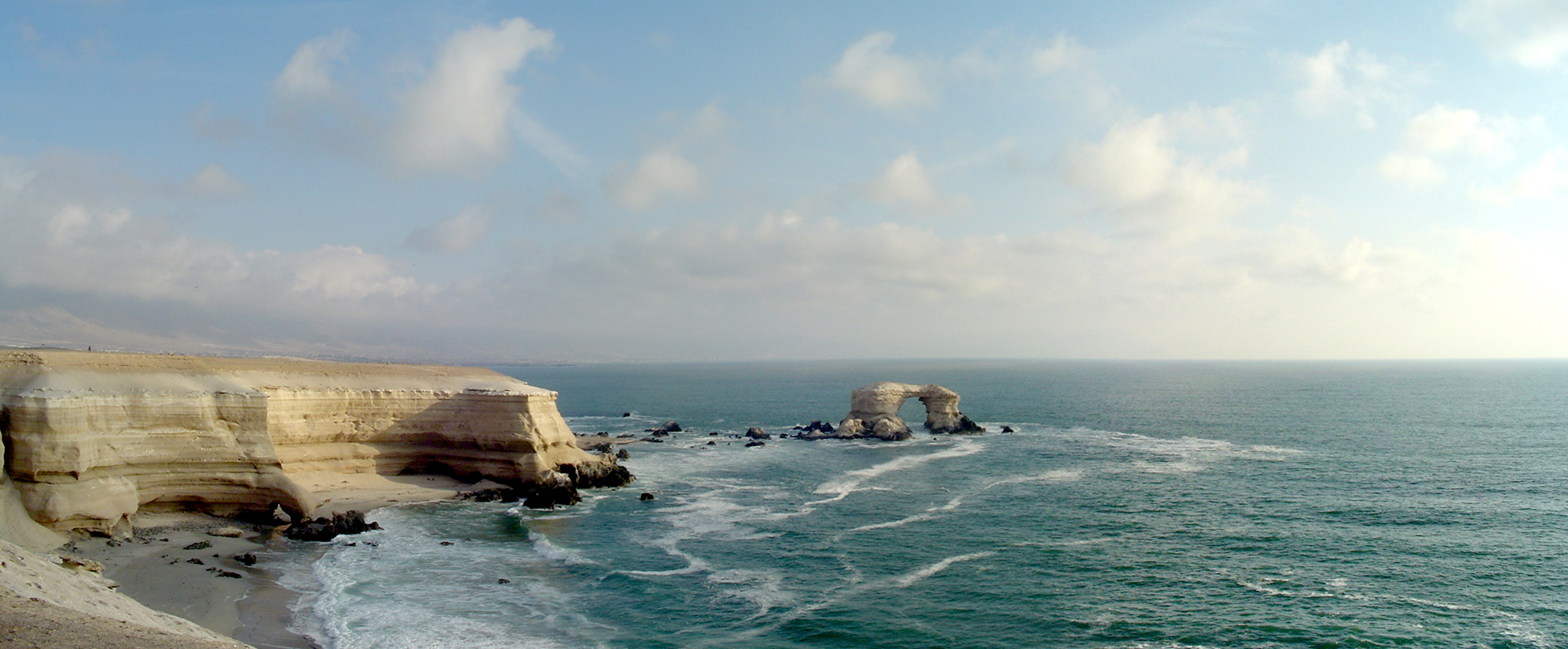
La falaise côtière de La Portada près d’Antofagasta.

La falaise côtière du nord du Chili (en espagnol : Acantilado Costero) s’étend sur une longueur de plus de 1 000 km le long du désert d'Atacama. Elle constitue une grande partie de la frontière occidentale de la chaîne côtière chilienne dans les régions d’Arica et Parinacota, Tarapacá, Antofagasta et Atacama. Selon Roland Paskoff, la falaise moderne est originaire d’un retrait d’escarpement d’une faille d'escarpement, donc à l’heure actuelle la falaise ne suit aucune faille. Dans certains endroits, une série de bancs côtiers se trouvent sous la falaise. Malgré une alternance de soulèvement et d’affaissement du continent à une échelle de temps décennale, la falaise et tout le bord ouest de la plaque sud-américaine ont fait face à un soulèvement à long terme au cours des 2,5 derniers millions d’années.